# Crostwitz
Crostwitz, in alto sorabo Chrósćicy, è un comune di 1.111 abitanti della Sassonia, in Germania.
Appartiene al circondario (Landkreis) di Bautzen (targa BZ) ed è parte della comunità amministrativa (Verwaltungsverband) di Am Klosterwasser.